# Mpassa
Mpassa è un dipartimento della provincia di Haut-Ogooué, in Gabon, che ha come capoluogo Franceville.